# Katrina Halili
Maria Katrina Iren Pe Halili (sinh ngày 4 tháng 1 năm 1986) là một diễn viên, ca sĩ, người mẫu Philippines.

## Tiểu sử
Katrina Halili là nữ diễn viên gợi cảm xuất hiện từ chương trình tìm kiếm tài năng StarStruck. Cô là người mẫu trang bìa của nhiều tạp chí nổi tiếng tại như FHM và Maxim Philippines… Trong cả hai năm 2006 và 2007, cô vinh dự được nhận giải Người phụ nữ gợi cảm nhất của FHM Philippines. Halili còn là người đầu tiên của StarStruck vươn lên dẫn đầu trong danh sách 100 người phụ nữ quyến rũ nhất FHM Philippines… Sau khi hoàn thành vai diễn trong bộ phim kinh dị giả tưởng My Beloved,Katrina lui về nghỉ ngơi để sinh em bé với nam ca sĩ Kris Lawrence. Tháng 1 năm 2013 Halili sẽ quay lại với showbiz để chuẩn bị cho những dự án phim tiếp theo.
Cô còn là bạn của nữ ca sĩ cựu thành viên của nhóm nhạc Hàn Quốc 2NE1 Sandara Park.

### Scandal
Khoảng tháng 5 năm 2009.Những đoạn băng quay cảnh phòng the của diễn viên kiêm người mẫu Katrina Halili và bác sĩ phẫu thuật thẩm mỹ Hayden Kho được sao chép thành đĩa DVD và trở thành hàng hot ở khắp nơi, từ Malaysia tới Arap.
Katrina Halili bị bác sĩ phẫu thuật thẩm mỹ Hayden Kho quay lén cảnh giường chiếu giữa hai người hồi năm 2007. Cuối tháng 5, một số đoạn clip nóng của đôi tình nhân bị tung lên mạng. Ngay sau đó, những video phát tán nhanh chóng, được sao chép thành đĩa DVD và bán rộng rãi ở thủ đô Manila.
Theo trang Asiaone, những cuốn băng sex của Katrina và Hayden Kho cũng rất hút hàng ở Malaysia với giá 15 RM (70.000 đồng) một đĩa. Video được đặt tên: "Phiên bản Philippines của Trần Quán Hy" và trên trang bìa có hình nude của hai người.
Trang tin điện tử dẫn lời một người bán đĩa DVD ở Malaysia cho biết, tháng trước anh bán 30 DVD mỗi ngày. Mọi người vẫn tiếp tục hỏi mua video sex của Kho - Halili dù hiện nó đã có ở trên mạng. Cảnh sát Malaysia chưa nhận được khiếu nại gì liên quan đến việc phát tán những DVD.
Các video sex của nữ diễn viên và bác sĩ thẩm mỹ cũng đã tới Trung Đông. Báo chí cho biết, các DVD được bán rất chạy ở Al-Khobar, Arap
. 
Trong khi đó, cảnh sát Philippines chưa tìm ra được người phát tán những clip nóng này. Katrina bị hủy bỏ nhiều hợp đồng đóng phim và trình diễn thời trang. Nữ diễn viên khẳng định không hề biết mình bị quay cảnh giường chiếu và cảm thấy rất xấu hổ.
Hayden Kho lên tiếng xin lỗi về vụ việc: "Tôi rất ân hận, dù thực tế là tôi không hề biết và cho phép những clip này được tung lên mạng, được tải về, nhân bản và bán công khai". Hayden Kho cũng đã bị tước giấy phép hành nghề bác sĩ thẩm mỹ.

## Phim truyền hình
| Phim truyền hình | Phim truyền hình                                                 | Phim truyền hình                  | Phim truyền hình |
| ---------------- | ---------------------------------------------------------------- | --------------------------------- | ---------------- |
| Năm              | Tiêu đề                                                          | Vai diễn                          | Kênh trình chiếu |
| 2003             | StarStruck                                                       | Herself                           | GMA Network      |
| 2004             | Stage 1: The Starstruck Playhouse                                | Herself                           | GMA Network      |
| 2004             | SOP Gigsters                                                     | Herself                           | GMA Network      |
| 2004             | Joyride                                                          | Vicki                             | GMA Network      |
| 2004             | Forever in My Heart                                              | Janelle                           | GMA Network      |
| 2005             | Love To Love - Season 6: Wish Upon A Jar                         |                                   | GMA Network      |
| 2005             | Love To Love - Season 9: Miss Match                              | Portia                            | GMA Network      |
| 2005             | Darna                                                            | Carol / Black Darna               | GMA Network      |
| 2006             | Majika                                                           | Juno                              | GMA Network      |
| 2006             | Ang Ganda ng Lola Ko                                             | Kat                               | GMA Network      |
| 2006             | Atlantika                                                        | Helena / Ruana                    | GMA Network      |
| 2007             | Lupin                                                            | Ashley Calibre                    | GMA Network      |
| 2007             | Mga Kuwento ni Lola Basyang                                      | Princess Ameris                   | GMA Network      |
| 2007             | Bitoy's Funniest Videos                                          | Herself                           | GMA Network      |
| 2007             | MariMar (Vũ điệu hoang dã)                                       | Angelika Santibanez Aldama        | GMA Network      |
| 2008             | Sine Novela: Magdusa Ka                                          | Christine Dollente                | GMA Network      |
| 2008             | Obra                                                             | Rosario / Yvette / Myra / Elaine  | GMA Network      |
| 2008             | Gagambino                                                        | Lucy Gutierrez / Lady Mantisa     | GMA Network      |
| 2009             | Dear Friend                                                      | Kim                               | GMA Network      |
| 2009             | Rosalinda                                                        | Fedra Perez                       | GMA Network      |
| 2009             | Darna                                                            | Serpina / Valentina               | GMA Network      |
| 2010             | Party Pilipinas                                                  | Herself                           | GMA Network      |
| 2010             | Panday Kids                                                      | Wenoa                             | GMA Network      |
| 2010             | Langit sa Piling Mo                                              | Aurora Ty                         | GMA Network      |
| 2010             | Nữ hoàng sắc đẹp                                                 | Dorcas Rivas                      | GMA Network      |
| 2011             | Dwarfina                                                         | Mahiwagang Puno                   | GMA Network      |
| 2011             | Munting Heredera                                                 | Lynette Sarmiento                 | GMA Network      |
| 2011             | Spooky Nights Presents: Manananggala: Battle Of The Half Sisters | Stella                            | GMA Network      |
| 2011             | Spooky Nights Presents: Kalabit                                  | Iya                               | GMA Network      |
| 2011             | Pepito Manaloto                                                  | Herself                           | GMA Network      |
| 2012             | Spooky Valentine Presents: Masahista                             | Noemi/Melissa                     | GMA Network      |
| 2012             | My Beloved                                                       | Emmie                             | GMA Network      |
| 2012             | Sarap Diva                                                       | Herself                           | GMA Network      |
| 2013             | Magpakailanman:The Katrina Halili Story                          | As Herself                        | GMA Network      |
| 2013             | Indio                                                            | Burigadang Pada Sinaklang Bulawan |                  |

### Điện ảnh
| Năm  | Tiêu đề                       | Vai diễn |
| 2004 | Kilig... Pintig... Yanig      | -        |
| 2005 | Sablay Ka na Pasaway Ka pa    | Raven    |
| 2006 | Gigil                         | Chynna   |
| 2006 | Super Noypi                   | Annys    |
| 2007 | Shake Rattle and Roll 9       | Engkanto |
| 2008 | Romantic Island(Korean Movie) | cameo    |
| 2008 | One Night Only                | Jasmine  |
| 2009 | Sundo                         | Kristina |
| 2009 | Dalaw                         | Daisy    |
| 2011 | My Neighbor's Wife            | Cameo    |